# Mama are întâlnire cu un vampir
Mama are întâlnire cu un Vampir este un film original Disney Channel din anul 2000.

## Plot
Copiii familiei Hansen sunt într-un bucluc. Adam (Matt O'Leary) și prietenul lui cel mai bun Duffy (Jake Epstein) au făcut rost de niște biletele la concertul Headless Horseman, iar sora lui Chelsea (Laura Vandervooort) are o întâlnire cu prietenul ei Peter. Singura problemă este că amândoi sunt legați: Adam era pedepsit că nu și-a făcut tema, când trebuia să facă o poveste folosind un articol din revista The Weekly Secret, și Chelsea deoarece l-a numit pe Adam un tocilar, după ce mama lor Lynette (Caroline Rhea) a auzit. Chelsea și Adam vor face orice să o dea pe mama lor afară din casă, incluzând o întâlnire cu un om foarte misterios. Totul merge foarte bine până când fratele lor mai mic Taylor (Myles Jeffrey) crede că acel străin s-ar putea să fie un vampir, deoarece l-a văzut transformându-se într-un liliac după ce au ieșit dintr-un magazin, unde s-au întâlnit.
Fratele și sora lui nu cred ce zice Taylor așa că îl sună pe Malachi Van Helsing (Robert Carradine), vânătorul de vampiri. În noaptea când mama lor iese cu Dimtri (Charles Shaughnessy), vampirul, Taylor îi urmărește. Fără să aștepte ca mama lor să vină acasă, ei îl urmăresc pe Tallor și află unde Lynette și Dimitri sunt. Adam și Taylor îi fac vampirului testul cu lingura (un test fals făcut ca Adam să îl facă pe Taylor să nu îl mai facă pe Dimtri un vampir). După, Adam descoperă că Dimtri chiar este un vampir și împreună cu Chelsea încearcă să îl oprească pe Dimtri să o pună pe mama lor într-o transă și să o ia înapoi acasă. Între timp, Malachi Van Helsing vine și începe să îl vâneze pe Dimtri, numai ca să descopere dacă e un vampir, care într-un final încearcă să o salveze pe mama lor.
Într-un final Taylor devine partenerul lui Van Helsing și vin ca să îl învingă pe Dimtri, care a pus-o pe Lynette în transă, dar din păcate Taylor, Adam, Chelsea și Van Gelsing nu l-au învins pe Dimtri. El se duce să îl muște pe Adam, dar el și Chelsea o strigă pe Lynette, scoțând-o din transă. Ea îl aruncă pe Dimtri într-un sicriu. Van Helsing o întreabă pe mama lor dacă se întâlnește cu el, iar apoi Adam,Chelsea și Taylor încearcă să o convingă să rămână singură. Ea insistă că nu se întâlnește numai cu vampiri. Ei în final decid să se ducă toți în casa Hansen pentru micul dejun, iar soarele într-un final răsare.

## Actori
- Matt O'Leary ca Adam Hansen
- Laura Vandervoort ca Chelsea Hansen
- Myles Jeffrey ca Taylor Hansen
- Caroline Rhea ca Lynette Hansen
- Charles Shaughnessy ca Dimitri Denatos
- Robert Carradine ca Malachi Van Helsing
- Jake Epstein ca Duffy
- J. Adam Brown ca Boomer